# Wiley (editură)
Wiley (nume complet John Wiley & Sons, Inc.) este o companie editorială multinațională americană care publică în principal articole academice și materiale didactice. Compania a fost fondată în 1807 și produce cărți, reviste și enciclopedii, în format tipărit și electronic, precum și produse și servicii online, materiale de instruire și materiale educaționale pentru studenți, absolvenți și studenți aflați în formare continuă.